# Шивер, Эрнст
Эрнст Шивер (нем. Ernst Schiever; 23 марта 1844, Ганновер — 1915, Ганновер) — немецкий скрипач.

## Биография
Учился в своём родном городе у Йозефа Иоахима (1860—1864). В 1868—1869 гг. выступал как примариус Второго квартета Мюллеров. В 1869 г. перебрался в Берлин, где занял пульт второй скрипки в струнном квартете своего учителя Иоахима и начал преподавать в Королевской высшей школе музыки. Одновременно организовал собственный квартет с участием Германа Франке, Леонхарда Вольфа и Роберта Хаусмана; этот коллектив в 1870 году был нанят графом Болько фон Хохбергом как придворный квартет в графском замке Роншток (ныне Добромеж, Свидницкий повят в Силезии). В 1877 г. непродолжительное время занимал место концертмейстера в оркестре Гётеборга.
С 1878 г. жил и работал в Ливерпуле. Много сотрудничал с дирижёром Хансом Рихтером, выступая как его концертмейстер и в концертах Оркестра Халле, и в так называемых «Рихтеровских концертах» — лондонском музыкальном фестивале, а временами замещая Рихтера за дирижёрским пультом. Возглавлял струнный квартет, в составе которого играли Алфред Росс, Карл Курвуазье, Уолтер Хаттон; среди премьер этого состава — фортепианный квинтет Сирила Скотта (1901, с автором в партии фортепиано). В 1911 г. вышел в отставку и вернулся в Германию.
Шиверу посвящён Романс для скрипки с оркестром Андреаса Халлена.